# Stefano Rijssel
Stefano Rodney Rijssel (Paramaribo, 26 maart 1992) is een Surinaams voetballer die speelt als aanvaller.

## Carrière
Rijssel begon zijn carrière bij SV Leo Victor waar hij van 2009 tot 2011 speelde. Hij maakte daarop de overstap naar Inter Moengotapoe waar hij een seizoen speelde en de beker won. In 2012 werd hij de eerste prof toen hij ging spelen voor W Connection, hij won met hen de landstitel en de beker. Hij keerde in 2014 terug naar Suriname en ging spelen voor Inter Moengotapoe waarmee hij drie opeenvolgende landstitels won en een beker. In 2018 ging hij spelen voor een seizoen voor SV Robinhood. In 2020 ging hij spelen in Nederland bij SV Nieuw Utrecht.
Hij speelde tussen 2010 en 2019 36 interlands voor Suriname en scoorde daarin 14 doelpunten.

## Erelijst
- SVB-Eerste Divisie: 2014/15, 2015/16, 2016/17
- Surinaamse voetbalbeker: 2011/12, 2016/17
- TT Pro League: 2012
- Trinidad en Tobago Charity Shield: 2013
- Trinidad en Tobago Pro Bowl: 2014
- Caribbean Club Shield: 2019
- Topschutter Caribbean Club Shield: 2018, 2019